# Ziya Songülen
Ziya Songülen, né le 9 septembre 1886 à Constantinople et mort le 21 août 1936 dans la même ville, devenue Istanbul, est un ancien joueur et dirigeant turc de football. Il est l'un des fondateurs du club stambouliote de Fenerbahçe SK, et son premier président de 1907 à 1908.
Il étudie au lycée français Saint-Joseph (en) avant de commencer une carrière de footballeur en tant qu'arrière-gauche. Il achète le Papazın Çayırı (emplacement sur lequel est construit le stade Şükrü Saraçoğlu) pour 17 soultanis.
Il est l'arrière-arrière-petit-fils du sultan ottoman Mahmoud II. 